# Oxypetalum oblanceolatum
Oxypetalum oblanceolatum är en oleanderväxtart som beskrevs av Farinaccio och Mello-silva. Oxypetalum oblanceolatum ingår i släktet Oxypetalum och familjen oleanderväxter. Inga underarter finns listade i Catalogue of Life.